# Purga
Die Purga (russisch Пурга aus karelisch Purgu, finnisch Purku) ist ein Schneesturm in Russland. Er tritt im Winter auf (also in den Monaten September bis Mai) und weht hauptsächlich aus Nordost.